# Étiquetage pour l'entretien des textiles

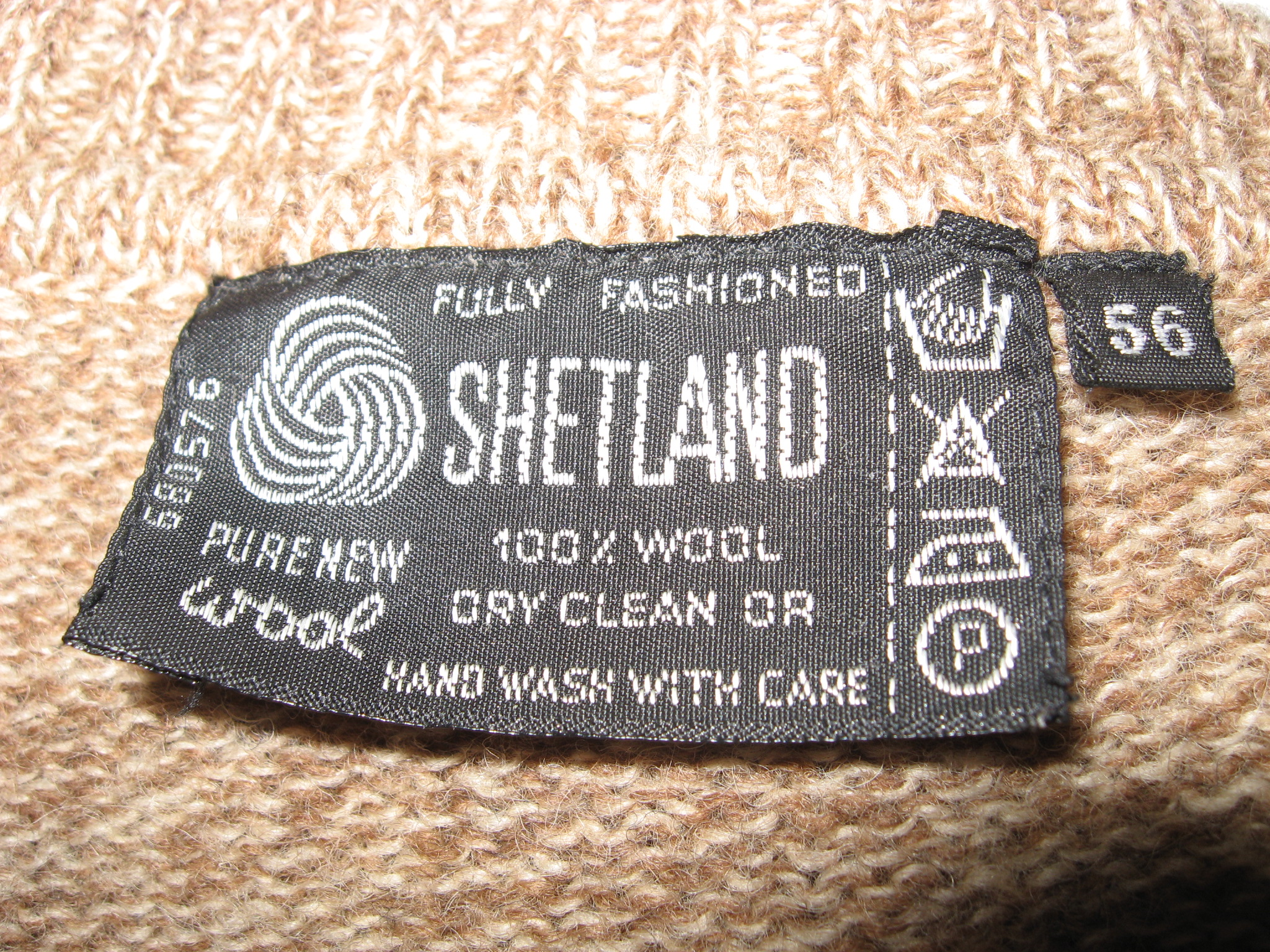
Exemple d'étiquette comportant des indications de lavage et d'entretien du vêtement.

L’étiquetage pour l’entretien des textiles se présente sous forme d’étiquettes, souvent cousues sur les textiles. Il comporte des indications d’entretien ou de lavage en clair ou symbolisées. En France, il est « facultatif mais fortement conseillé ».

## Symboles
Les symboles font l’objet d’une normalisation ISO 3758 par l'Organisation internationale de normalisation. Cette norme a été révisée et la dernière édition a été publiée en avril 2012 (ISO 3758:2012). Elle est notamment élaborée en coopération avec le  Groupement International pour l’Etiquetage d’Entretien des Textiles  (GINETEX) au niveau international, et avec le  Comité Français de l’Etiquetage pour l’Entretien des Textiles (COFREET) au niveau français. L'accord de coopération entre l'ISO et le GINETEX, concernant l'usage des symboles d'entretien en tant que marque déposée, a été actualisé en 2011. Le Bureau de la consommation d'Industrie Canada pour le Canada travaille également avec l'ISO.
En outre, ces symboles sont déposés depuis 1958 auprès de l’ Organisation mondiale de la propriété intellectuelle  (OMPI) à Genève
Les symboles doivent apparaître dans l'ordre suivant depuis 2005 : lavage, blanchiment, séchage, repassage, nettoyage professionnel.

### Lavage
Le symbole exprime le type de lavage domestique, rinçage et essorage ainsi que la température maximale.
| 30 °C | Disque Noir                                                                       |  | Couleurs délicates. Action mécanique très réduite, rinçage normal et essorage normal.                             |
| 40 °C | Disque Noir · Disque Noir                                                         |  | Tee-shirts couleurs, sous-vêtements avec élastiques. Action mécanique réduite, rinçage normal et essorage normal. |
| 60 °C | Disque Noir · Disque Noir · Disque Noir · Disque Noir                             |  | Tee-shirts blancs, Draps couleurs. Action mécanique normale, rinçage normal et essorage normal.                   |
| 95 °C | Disque Noir · Disque Noir · Disque Noir · Disque Noir · Disque Noir · Disque Noir |  | Tee-shirts blancs, Draps blancs. Action mécanique normale, rinçage normal et essorage normal.                     |

| Sans trait  |  | Programme coton (vitesse maximale). Action mécanique normale, rinçage normal et essorage normal.                          |
| Un trait    |  | Programme synthétique (vitesse moyenne). Action mécanique réduite, rinçage à température décroissante et essorage réduit. |
| Deux traits |  | Programme laine (vitesse minimale).                                                                                       |

### Blanchiment
|  | Tous types de blanchiment autorisés.             |
|  | Blanchiment à base d'agents oxygénés uniquement. |
|  | Blanchiment à proscrire.                         |
|  | Blanchiment exclu.                               |

### Séchage
|             | Séchage en machine.                            |
| Un point    | Séchage à température modérée (60 °C maximum). |
| Deux points | Séchage à température normale (80 °C maximum). |
|             | Séchage en machine à proscrire.                |

De nouveaux symboles (8 au total) sont entérinés par la norme ISO 3758:2012 pour informer du séchage naturel:
| Un trait horizontal                                      | Séchage à plat après essorage en machine.              |
| Un trait horizontal et un trait oblique dans le coin     | Idem précédent, mais séchage à l'ombre conseillé.      |
| Deux traits horizontaux                                  | Séchage à plat par égouttage sans essorage en machine. |
| Deux traits horizontaux et un trait oblique dans le coin | Idem précédent, mais séchage à l'ombre conseillé.      |

| Un trait vertical                                        | Séchage sur fil après essorage en machine.              |
| Un trait vertical et un trait oblique dans le coin       | Idem précédent, mais séchage à l'ombre conseillé.       |
| Deux traits verticaux                                    | Séchage sur fil par égouttage sans essorage en machine. |
| Deux traits horizontaux et un trait oblique dans le coin | Idem précédent, mais séchage à l'ombre conseillé.       |

### Repassage
|  | Repassage au fer.                                                                                        |
|  | Repassage au fer froid (110 °C) : acrylique, nylon, acétate. L'utilisation de la vapeur est à proscrire. |
|  | Repassage au fer chaud (150 °C) : polyester, laine.                                                      |
|  | Repassage au fer très chaud (200 °C) : coton, lin.                                                       |
|  | Repassage à proscrire ou restriction forte (t-shirt avec transfert par exemple).                         |

### Nettoyage professionnel
Indications à destination des professionnels et teinturiers (« nettoyeurs » au Québec).
|                                | Indique un nettoyage professionnel.[pas clair] |
| P                              | Nettoyable à sec avec des solvants usuels type du perchloroéthylène, des solvants pétroliers (essences minérales). |
| P avec un trait horizontal     | Nettoyable à sec avec des solvants usuels type du perchloroéthylène, des solvants pétroliers (essences minérales). Réduction sur le lavage (quantité d'eau, sollicitations mécaniques, température du bain, température de séchage).       |
| P avec deux traits horizontaux | Nettoyable à sec avec des solvants usuels type du perchloroéthylène, des solvants pétroliers (essences minérales). Forte réduction sur le lavage (quantité d'eau, sollicitations mécaniques, température du bain, température de séchage). |
| F                              | Nettoyable à sec avec des solvants pétroliers (essences minérales). |
| F avec un trait horizontal     | Nettoyable à sec avec des solvants pétroliers (essences minérales). Réduction sur le lavage (quantité d'eau, sollicitations mécaniques, température du bain, température de séchage).                                                      |
| F avec deux traits horizontaux | Nettoyable à sec avec des solvants pétroliers (essences minérales). Forte réduction sur le lavage (quantité d'eau, sollicitations mécaniques, température du bain, température de séchage).                                                |
| W                              | Nettoyable à l'eau par des professionnels. |
| W avec un trait horizontal     | Nettoyable à l'eau par des professionnels. Réduction sur le lavage (quantité d'eau, sollicitations mécaniques, température du bain, température de séchage).                                                                               |
| W avec deux traits horizontaux | Nettoyable à l'eau par des professionnels. Forte réduction sur le lavage (quantité d'eau, sollicitations mécaniques, température du bain, température de séchage).                                                                         |
|                                | Nettoyage à sec à proscrire. |
|                                | Nettoyage à l'eau à proscrire. |